# Dvorîșce, Kozova
Dvorîșce (în ucraineană Дворище) este un sat în comuna Ișkiv din raionul Kozova, regiunea Ternopil, Ucraina.

## Demografie
Componența lingvistică a localității Dvorîșce
     Ucraineană (100%)
Conform recensământului din 2001, toată populația localității Dvorîșce era vorbitoare de ucraineană (100%).